# George Adler
George Adler (Lipsia, 1821 – New York, 24 agosto 1868) è stato un filologo classico e latinista statunitense di origine tedesca.
Dal 1846 fu professore alla New York University; morì nel manicomio di Bloomingdale.

### Opere
- 1849 – Dictionary of the German and English Languages